# U 203 (Kriegsmarine)

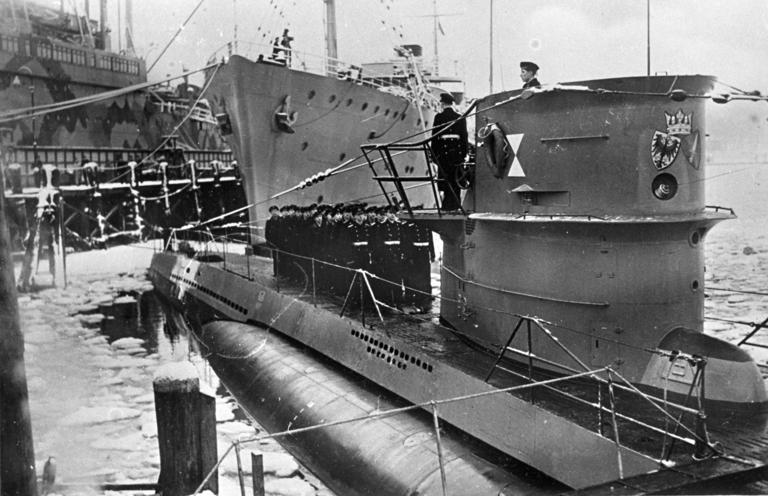
U 203 op de voorgrond

De U 203 was een U-boot van de VII C-klasse van de Duitse Kriegsmarine tijdens de Tweede Wereldoorlog onder commando van  Kapitein-luitenant-ter-zee Rolf Mützelburg.

## Geschiedenis
Tussen maart en april 1942 was Rolf Mützelburg mede actief met de U 203 in de Amerikaanse wateren en de Caribische Zee tijdens Operatie Paukenschlag. 

## De dood van commandant Rolf Mützelburg
11 september 1942 - De commandant van de U 203 kapitein-luitenant-ter-zee Rolf Mützelburg stierf in een uitzonderlijk incident op 11 september. Toen hij vanaf de toren in zee wilde duiken, bewoog de U-boot en raakte hij de zijduiktank waarbij hij zich zeer ernstig verwondde. Hij stierf de volgende dag aan zijn verwondingen.

## Ondergang
Vanaf 11 september tot 20 september nam zijn eerste officier, Hans Seidel het bevel van de U 203 over tot de thuisbasis. Daarna nam officieel kapitein-luitenant-ter-zee Hermann Kottmann het bevel van de U 203 over.
Op 25 april 1943 zonk de U 203 nabij Kaap Farewell bij Groenland op positie 55° 5′ 0″ NB, 42° 25′ 0″ WL door dieptebommen van Swordfish-vliegtuigen van het Britse vliegdekschip HMS Biter van het Squadron 811/L en verder afgemaakt door de Britse torpedobootjager HMS Pathfinder. Er vielen 10 doden en 38 overlevenden werden door de torpedobootjager opgepikt.

## Commandanten
- 18 Feb, 1941 - 11 Sep, 1942: Kptlt. Rolf Mützelburg (+) (Ridderkruis)
- 11 Sep, 1942 - 20 Sep, 1942: Hans Seidel
- 21 Sep, 1942 - 25 Apr, 1943: Kptlt. Hermann Kottmann